# 陳國康
陳國康（越南语：／；1237年—1300年）是越南陳朝的一位宗室和將領，為陳太宗的長子。
陳國康的生父是安生王陳柳，也就是陳太宗的長兄。1237年，太師陳守度以昭聖皇后不育為由，強令陳太宗與之離異，迎娶陳柳的妻子順天公主李氏莹（即順天皇后）。當時順天公主懷有身孕，嫁給陳太宗後，便誕下一子，這個兒子就是陳國康。不過，由於陳國康並非太宗的親生兒子，沒有繼承皇位，而是被冊封為靖國王（越南语：／）。
在抗擊蒙古入侵的戰爭中，陳國康的同母異父弟陳光啓、同父異母兄陳國峻（陳興道），以及陳光啓的同父弟陳日燏扮演著重要角色。相對地，陳國康在這場戰爭中扮演較為次要的角色。陳光啓年僅20歲就被授予兵權、擔任要職；而陳國康雖然被授予高官，但僅掛閒職。
1269年，陳國康被任命為上將軍，派往南方的乂安防禦占城。陳國康在乂安建立了一座非常豪華的行宮，被陳聖宗得知。最終，陳國康被迫將行宮改造為一座佛教寺廟。1285年，陳國康的兒子上位彰憲侯陳鍵對戰局十分失望，率屬下黎崱等人向元朝投降，被陳國峻的家奴阮地奴射殺。
1300年3月，陳國康病死在乂安，時年63歲。